# Мюхрек
Мюхрек (рут. Мыхыӏрек) — село в Рутульском районе Дагестана. Входит в Мюхрекское сельское поселение.

## Мюхрекская мечеть
По некоторым данным мечеть в селе Мюхрек была построена 71 году по хиджре шейхом Абу Муслимом, из-за этого принято считать её одной из первых мечетей в Дагестане и в России. Однако найденые в мечети рукописи говорят о XVI веке её постройки. Последняя реконструкция была проведена в 2007 году, тогда мечеть получило новое уличное помещение. 

## Географическое положение
Расположено на южном склоне Самурского хребта на реке Джилихур (бассейн Кара-Самура), в 19 км северо-западнее районного центра села Рутул. Село расположено на высоте 2063 м над уровнем моря. Рядом находится другое рутульское село — Джилихур. В селе расположена гора Цокульдаг, разделяющее его с селением Шиназ.

## Население
| 1895 | 1926 | 1939 | 1970 | 1989 | 2002 | 2010 |
| ---- | ---- | ---- | ---- | ---- | ---- | ---- |
| 697  | ↘382 | ↘365 | ↗552 | ↘357 | ↘209 | ↘193 |
| 2021 |      |      |      |      |      |      |
| ↗233 |      |      |      |      |      |      |

Моноэтническое рутульское село.